# 삼 (식물)
삼은 삼과의 식물로 대마(大麻) 또는 마(麻)라고도 한다. 삼섬유는 옷감, 밧줄, 끈, 실 따위를 만드는 데 이용된다. 원산지는 중앙아시아 지역이며, 한때 전 세계적으로 온대와 열대의 많은 지역에서 재배되었다. 한국에는 기원전 1세기 무렵부터 재배했다. 삼은 한해살이풀로, 습하고 온화한 기후에서 잘 자란다. 상업적으로 재배하는 지역에서 씨를 얻기 위한 삼과 섬유를 얻기 위한 삼을 따로 재배한다. 삼꽃은 화분이 생기는 수꽃과 씨가 맺히는 암꽃이 각기 딴 그루에서 핀다. 수꽃은 황록색을 띠며 큰 무리를 이루어 핀다. 나중에 피는 암꽃은 수꽃보다 작고 색깔도 수수하다. 삼은 보통 물빠짐이 좋고 기름지며 산성이 아닌 땅에서 잘 자라고, 수꽃이 완전히 피었을 때 수확을 한다.

## 일반적인 사용
씨는 저렴하게 사용되는 섬유를 만드는데 사용하며, 주로 요리나 램프, 라커, 페인트에 사용된다. 또한 새모이로 사용되기도 하며, 대부분의 새들에게 적절한 영양분을 공급할 수 있다. 씨에는 카나비노이드라는 정신과 신체를 활성화시켜주는 화합물을 포함하고 있으며, 기분전환, 약재, 종교적인 용도로 사용된다. 꽃, 잎, 진액에서 추출한 물질이 흡연, 훈연, 경구용으로 소비된다. 역사적으로 착색제, 차, 연고 등으로 사용되어왔다. 현재 세계 각 나라에서는 대마초의 의학적 효과를 인정하며 이에 대하여 연구가 진행 중이며 파킨슨병, 치매치료, PTSD등 다양한 질병을 치료할 수 있도록 의료용 대마초가 합법화되어가고 있다. 실제로 대마초에 있는 성분이 파킨슨병에 특효가 있다는 것은 증명되었다.

## 같이 보기
- 삼속
- 삼베
- 대마초 (마리화나)
- 아마